# Hélène Aholou Keke
Hélène Aholou Keke é uma advogada e política do Benim.

## Biografia
Especializou-se em direito da família e trabalhou como advogada para o governo beninense por mais de vinte anos.
Keke integrou a Assembleia Nacional do Benin em sua quinta (2007-11) e sexta (2011-2015) legislaturas. Como deputada, foi a presidente da Comissão de Leis e Direitos Humanos quando a pena de morte foi abolida, em dezembro de 2012.
Keke levantou suspeitas de irregularidades com a imprensa e as autoridades em fevereiro de 2016, logo antes da eleição presidencial naquele ano; seus questionamentos incluíam o registro de mais de 51 centros de votação do que o autorizado por lei. Em maio de 2016, foi nomeada como uma das 30 integrantes da Comissão Nacional para a Reforma Política e Institucional pelo independente e recém empossado Presidente Patrice Talon.